# Mycetoporus baudueri
Mycetoporus baudueri är en skalbaggsart som beskrevs av Étienne Mulsant och Claudius Rey 1875. Mycetoporus baudueri ingår i släktet Mycetoporus, och familjen kortvingar. Arten är reproducerande i Sverige.